# Gerbillus syrticus
Gerbillus syrticus поширена переважно на північному сході Лівії. Вважається, що залишилося менше 250 особин. Іноді її вважають підвидом карликової піщанки. Напівпустельний і пустельний вид.